# 中國秘密宗教
中國祕密宗教是指出現於中國等地的儒释道三教以外的宗教信仰體系，被官方明令禁止，故只能秘密傳教。另一名称是中国民间宗教，即中国儒释道三教之外的民间宗教。
一般這些宗教都標榜以關心個人和社會的得救（道德成就）。 該些宗教之特色主要包含：平等主義、一位具有魅力且接受啟示的創辦者、以神聖文本寫成的特定神學、千禧年末世論、自願的救贖之路、透過治癒和自我修養對神靈的靈性體驗，以及透過信仰傳播和慈善事業的廣泛定位。，然而為生存，多對外標示為佛門道門。但實際上与佛道二教的故義僅形似而實非，這些宗教有時被稱為附佛外道或附道外道。亦有部份被正統放派排斥而淪為非法的秘密宗教，例子有佛教中的由唐密分出的密教、由淨土中分出的白蓮教和彌勒教，及道教中的清微道及破衣教（即陰山派），由儒教分出的三一教。
一些學者認為這些宗教教派是個別的現象，不能統為一体，而另一些學者則認為各仍存在的教派當中主要是以羅教是主体，故可歸入中國第四大宗教類別，僅次於成熟的儒教、佛教和道教。同時，它們多呈現出綜攝特徵，由其主体（如羅教的無生道祖）再融合各種中國民間信仰實踐及儒教、道教、佛教等宗教的教義及哲學元素等，有甚至加入耶回二教，實行五教合一，反而原教義消失到無影無蹤。
白蓮教丶羅教（又名無為教）、拜上帝會、明教是其中最重要的教派之一。這些宗教為求生存而變體極多，因而可作公開活動而為外界所知，也因此迎來幾十年發展窗口，例如一貫道、三一教、天地門教、先天道、德教等。

## 秘密宗教各論
在形形式式祕密宗教信仰中，都常藉由扶乩、秘法、神通與拜懺等儀式吸引信徒，並在發展過程中編寫新的宗教典籍，以固定教基。但也有完全沒自己教義書的，例如天地門教就以無經無典為榮。也藉由傳統儒家的倫理、道德教化百姓，並綜合佛道二教所強調茹素及方術，甚至結合岐黃、占卜、相命、堪輿、符咒等，深入民心，影響極大，但實際上明清時對這些宗教一律禁止的主因是這不是儒釋道三个合法宗教之一，又或是經常聚衆作亂（如白蓮教、天理款及漢地中的回教），又或是有乖倫常，騙財、拐帶良家婦及操邪術害人（如某些派別的白蓮教丶某些專事禁術的道教門派）。
佛教本有彌勒佛（例如《彌勒下生經》）彌勒菩萨将在末世下凡成佛並廣度眾生的說法，只是這是下一大刦時才發生，故修彌勒法門者多求生現時彌勒所在的兜率宮学法，這多是唯識宗的思想。這點在白蓮教中轉為彌勒即將下生甚至指定某人是彌勒降生，因而聚衆作亂，這早在宋時已有多次發生，故在兩宋時己禁之甚嚴。但由于豪古人對此教並无經驗，且帝国內宗教衆多，對白蓮教操取任其發展的政策，最終在元末時，白蓮教其中一派自你宋徽宗七世討孫起義，為官府擒殺，其兒子韓林兒組義軍建立朝廷，国號曰宋，而各地起義勢力包括朱元璋也多結合白蓮教等祕密宗教，宣傳號召。但入明代朱元璋即位後，禁制白蓮教及明故活動，然而此類祕密宗教無法禁絕，也由于這些午宗教多包裝成又佛又道的宗教，外人難以分辨，因比卻屢禁屢起。但這些教派一是消失（如明教），一是由假變真，如先天道已沒入道教中，因而逐漸深入民間社會，成為民間重要信仰。
這類祕密宗教，多以救度未來世的彌勒佛、現在即聞聲救苦的觀音大士為信仰核心，並吸收許多道教、民間信仰神祇，如關帝君、玉皇上帝、太上老君，並衍生新的神祇信仰，如無生老母。
秘密宗教中最重要一支為明代由羅清開創的羅教，羅是山東即墨人，化名繁多，又稱羅清、羅夢鴻等，他在北直隸擔任戍卒，自創教義，结合了佛教白蓮宗與臨濟禪學、道家老莊思想與正一派、全真派教義，也吸納了儒家孝親愛人的說法，成立「无为教」，認為人都應該要虛靜無為，以便回歸「真空家鄉」的「無生父母」身邊。無生父母在民間的演化中，逐漸變成女性化的唯一大神「無生老母」，羅教一出現，影響了所有的民間宗教。
直至清代，已分化出龍華三會、無為教、聞香教、先天教、八卦教、紅蓮教、青蓮教、白陽教、紅陽教、青陽教等數十教派，多數都由白蓮教系統轉化衍生而來，或沿襲刪改白蓮教信奉經典、教儀等。另有全真道道士羊來如以觀音菩薩為老母的信仰，開創了在理教。
民間祕密宗教所奉經典，多吸納釋迦、彌勒、觀音、禪宗歷代祖師等，建構新的信仰譜系，提高創教者地位，豎立傳承者的權威。因此祕密宗教發展過程中，常分化出不同的派別，各人自稱正統，建立新的信仰譜系。
如齋教中的龍華派，雖自稱屬於佛教系統，其信仰譜系卻吸納伏羲、老龍吉、神農、廣成子、黃帝、許由、唐堯、巢父、虞舜至燃燈佛，再六傳到釋迦牟尼佛，釋迦佛傳法給摩訶迦葉尊者，二十八傳而至達摩，達摩傳至禪宗六祖惠能，惠能傳予南岳懷讓，至二十五祖為李頭陀，法脈改傳俗家，即為羅教初祖無為老祖，此而成為羅教立教宣傳的正統根據。

## 南傳符籙派
由于很多秘密宗教無法在漢地立足，故有大量教門改往南洋一帶傳教，例如真空道、先天道等。也有道教的分支教派，如南传符箓派。這派大约明末清初开始出现於中国南方闽粤客家人聚集之处，传习者多作火居道士的装束，头盘发髻，多有妻室。19世纪中叶至20世纪中叶期间，这些客家道士云游东南亚时，向华人民间传教，且是无私的传授予各籍贯华人。与上述家族相传的正一道士比较，则显得致力於道教的弘扬。
將南传符箓派传至南洋一帶的，以广东客家帮道士为主，少数为北方道士，且教派繁多，诸如流民教,千师仙馆，華光教,紅蓮教,觀音教,昆仑教、六壬教、金英教、茅山教、莫家法府三师九教、三清教,白莲教、西天茅山教、河天道德教、大法師爺教、茅山仙法大敎。民间对其通称为“茅山”，对於学习符箓派通称为“学茅山”，符箓师父亦被称为“茅山师父”。
千师仙馆它是一个民间教派组织，属历史悠久的一支法脉，是由太和四仙中的楊善登所创的千師仙道派演变出来，在法教圈子内一向低调 发展过程中吸收熔合各家南传符箓派的精华，华光教属仙教的一脉，华光法大部分是攻击性法术，法术凶猛犀利是其显著特点。
金英教，亦称“金英三教”，金英教，亦称它是集合了儒，释，道三教的精髓而成的一个民间教派。金英教以铜山立教，奉金英祖师、茅山仙师、潮源洞师为祖师，简称铜山三教老祖师。金英教约有三百多年历史，起源于中国广东罗浮山白鹤寺，一郎曾泉师及五岳五观二郎凌太师乃本教祖本宗师，传下金英教原教弟子，三郎陈法祥（名飞龙）：经由陈法祥老师公将金英教传入南洋并发扬光大。本教首重历代传承仪式，赐法名、过教、饮符水、封掌、封身等等，古代都是师徒口口相传，而且要考察徒弟很久。现代只要学法者心诚善行，男女都可以学习金英道法，师父过法即有法力，功力则取于各弟子多方面修为。